# National Highway 9
National Highway 9 (NH 9) ist eine Hauptfernstraße im Zentrum des Staates Indien mit einer Länge von 841 Kilometern. Sie durchquert den indischen Subkontinent etwa mittig von West nach Ost. Sie beginnt in Pune im Bundesstaat Maharashtra und führt über Solapur, Hyderabad und Vijayawada nach Machilipatnam an der Ostküste im Bundesstaat Andhra Pradesh. In der Hauptstadt des 2014 geformten Bundesstaates Telangana, Hyderabad, kreuzt sich der NH 9 mit dem NH 7.